# La Specola (Florenz)

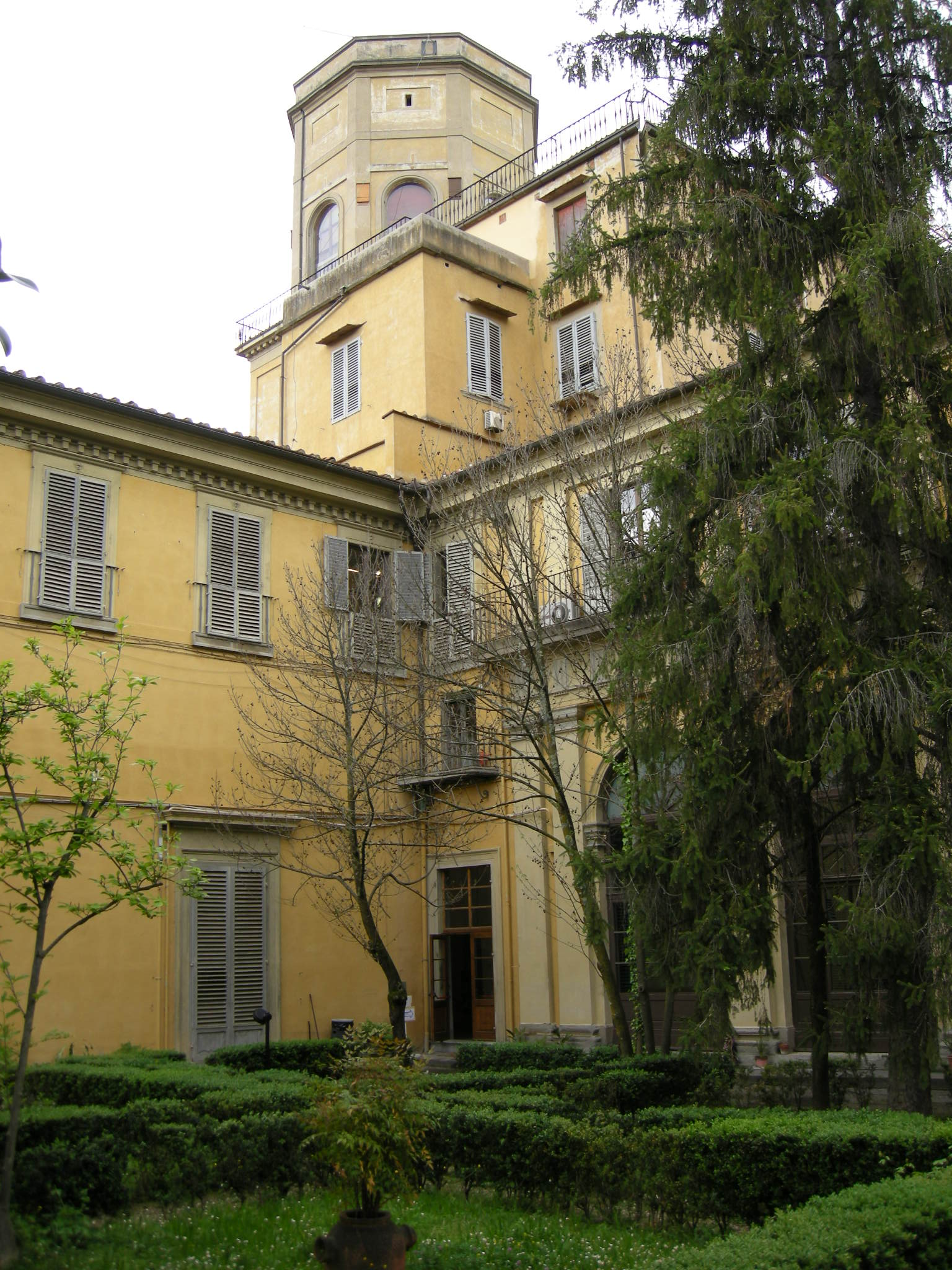
La Specola, mit dem „Türmchen“ des Osservatorio Astronomico

La Specola ist ein Museum für Zoologie und Naturgeschichte in Florenz, eingerichtet 1771 auf Veranlassung von Peter Leopold von Habsburg-Lothringen, Erzherzog von Österreich und Großherzog der Toskana. Es befindet sich in der Via Romana 17 unweit des Palazzo Pitti.
Der Museumsbestand basiert auf der Naturaliensammlung der Medici und wurde vor allem durch seine Sammlung anatomischer Wachsmodelle aus dem 18. und 19. Jahrhundert über Florenz hinaus bekannt. La Specola gilt als ältestes wissenschaftliches Museum in Europa. Sein Name (dt.: die Sternwarte) geht auf den Bau eines Observatoriums im 18. Jahrhundert zurück. La Specola bildet heute eine der Abteilungen des Museums für Naturgeschichte in Florenz und gehört der Universität.

## Geschichte
Großherzog Peter Leopold (1747–1792) beschloss im Jahr 1771, die großherzoglichen Sammlungen der Naturkunde in Florenz zusammenzuführen und diese – inspiriert durch die Ideen der Aufklärung – der Öffentlichkeit zugänglich zu machen. Die Aufgabe der Reorganisation übertrug er Felice Fontana (1730–1805), einem Naturforscher, Anatom und Physiker, der seit 1766 in großherzoglichem Auftrag die Mediceische Kunst- und Wunderkammer im Palazzo Pitti betreute. 1771 erwarb Peter Leopold den Palazzo der Familie Torrigiani in der Via Romana, unweit des Palazzo Pitti, nebst einigen angrenzenden Gebäuden und ließ den Komplex für die Sammlung umbauen. Die Finanzierung seines Museums bestritt der Großherzog durch den Verkauf wertvoller Gegenständen aus dem Besitz der Medici, obwohl diese per Testament der Stadt Florenz vermacht worden waren. Den Grundbestand des Museums bildeten vor allem die Bestände der Uffizien, die Kuriosa aus den Wunderkammern der Medici sowie die Instrumente und Gerätschaften Galileo Galileis (1564–1642) und der Accademia del Cimento, gegründet 1667 von Schülern Galileis. Im Sinne einer Gesamtschau tierischen, pflanzlichen und menschlichen Daseins veranlasste Felice Fontana, von Peter Leopold zum Direktor bestellt, die Schaffung anatomischer Modelle aus Wachs, die in der Zusammenarbeit von Künstlern, Anatomen und Handwerkern entstanden.

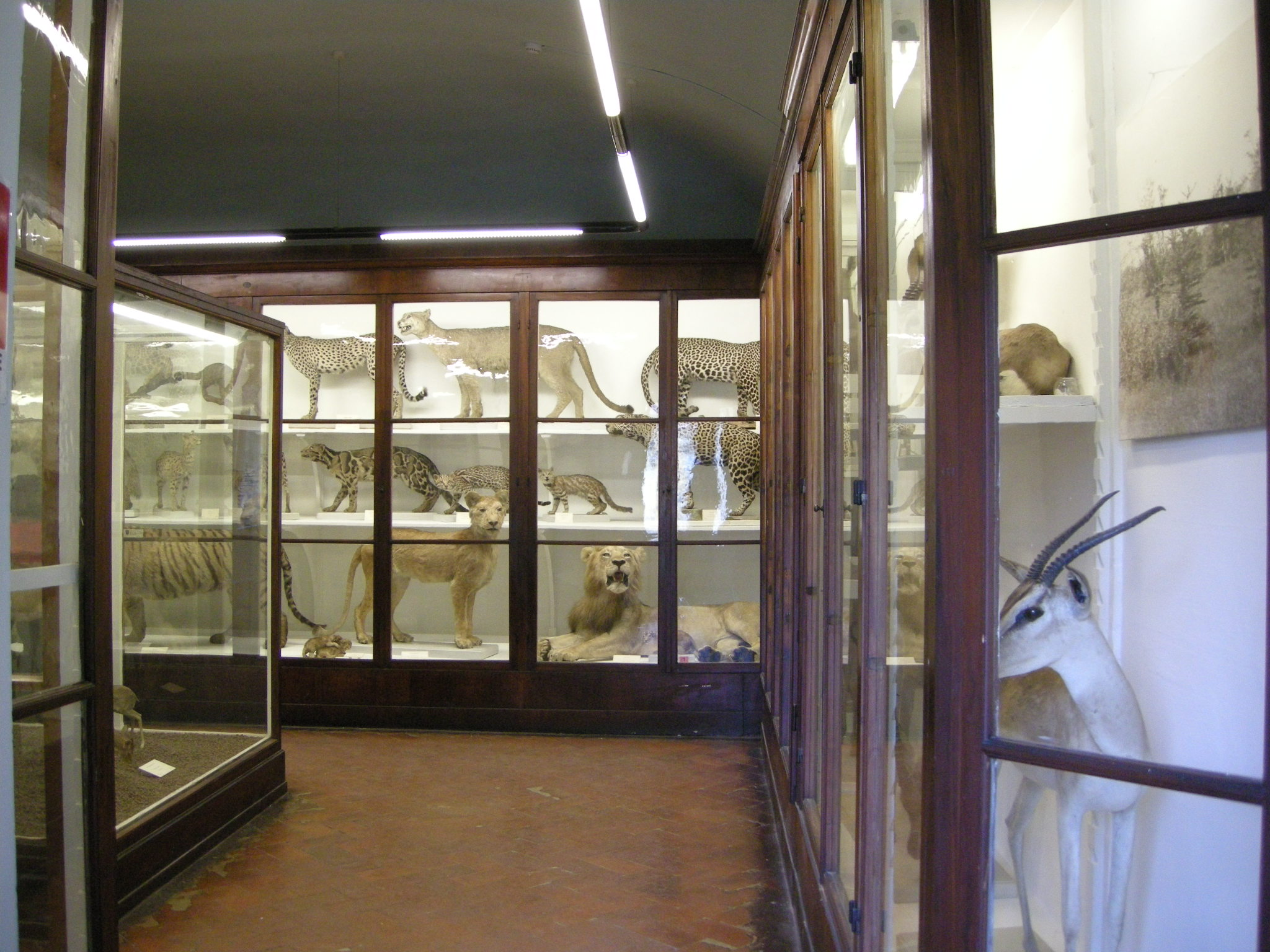
La Specola: Saal mit Felidae

Am 21. Februar 1775 wurde die Sammlung als Imperial Regio Museo di Fisica e Storia Naturale (Kaiserlich-Königliches Museum für Physik und Naturkunde) eröffnet. Es gab getrennte Besuchszeiten für die Gebildeten und für das Volk, das in „reinlicher Bekleidung“ zu erscheinen hatte. Für eine Erweiterung des Museums um meteorologische und astronomische Bestände veranlasste Peter Leopold 1780 den Bau eines Osservatorio Astronomico (italienisch: la specola), das dem gesamten Museum später seinen Namen gab.
Unter Ferdinand III. (1769–1824) verlor das Museum seinen Rang als bedeutender Ort des europäischen Wissens. Aus der Gründung des Istituto di Studi Superiori e di Perfezionamento (Institut für höhere Studien und Weiterbildung) im Jahre 1859 ging 1923 die Universität von Florenz hervor. La Specola gehört heute als eine von sechs Abteilungen des Museo di Storia Naturale mit seinem Gebäude in der Via Romana, nunmehr Institut für Physik und Naturwissenschaften, der Universität und hat den offiziellen Namen Museo di Storia Naturale dell’Università di Firenze, sezione die zoologia La Specola.

## Bestände
Die Bestände umfassen insgesamt etwa 3.500.000 Stücke, gesammelt zwischen 1770 und 1850. Davon sind etwa 5.500 Exemplare ausgestellt.

### Zoologische Sammlung
Im obersten Stockwerk des Palazzo in der Via Romana beherbergen 22 Räume die zoologische Sammlung, zum größten Teil in ihren originalen Vitrinen des 18. und 19. Jahrhunderts. Die zoologische Sammlung besteht aus Präparaten von Wirbellosen, Reptilien, Fischen, Vögeln und Säugetieren, darunter auch das alte Präparat eines Flusspferds. Ein Raum steht für temporäre Ausstellungen zur Verfügung.
Im Erdgeschoss befindet sich ein Saal mit Skeletten.

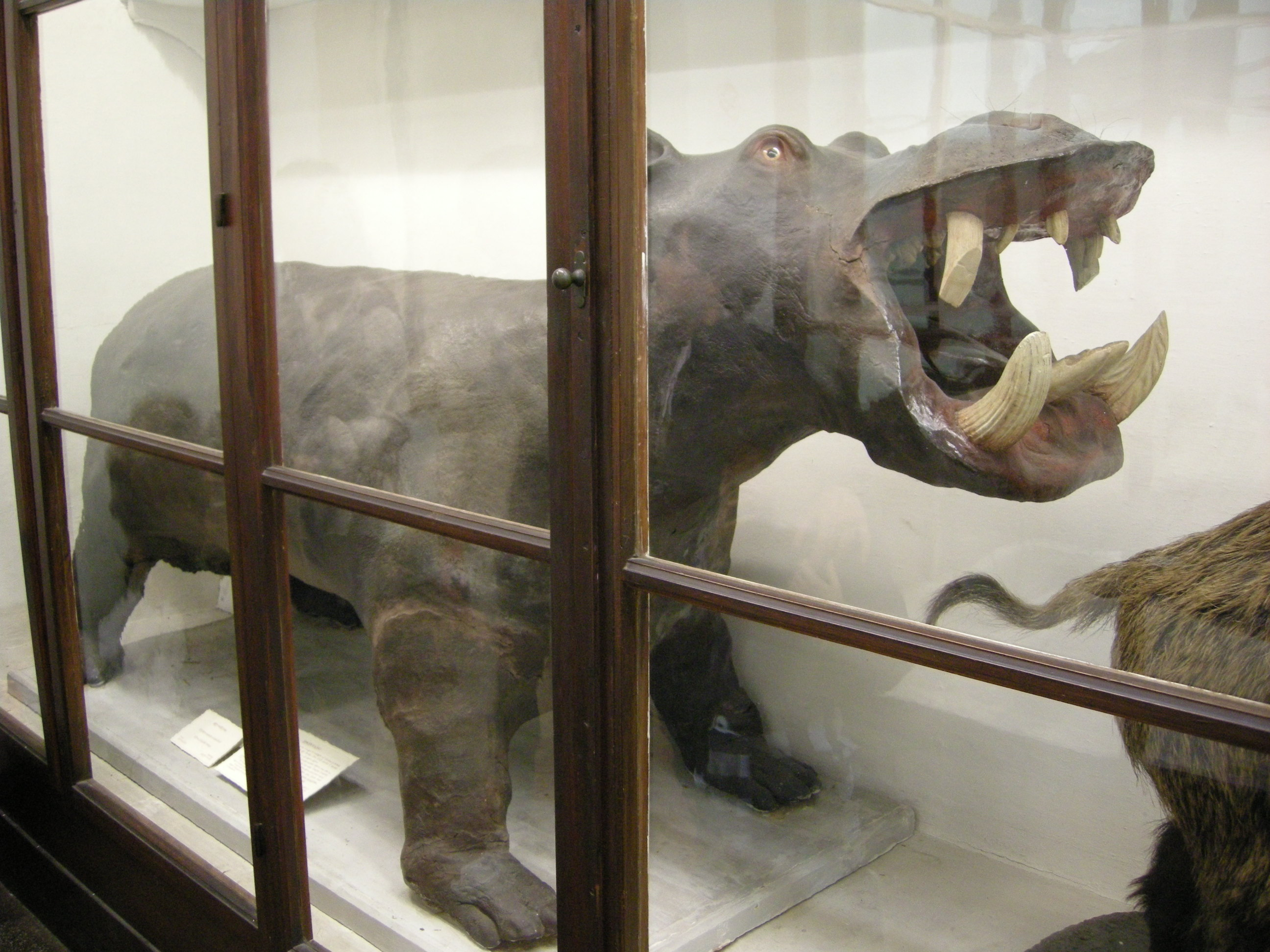
La Specola: Flusspferd, genannt Ippopotamo di Boboli
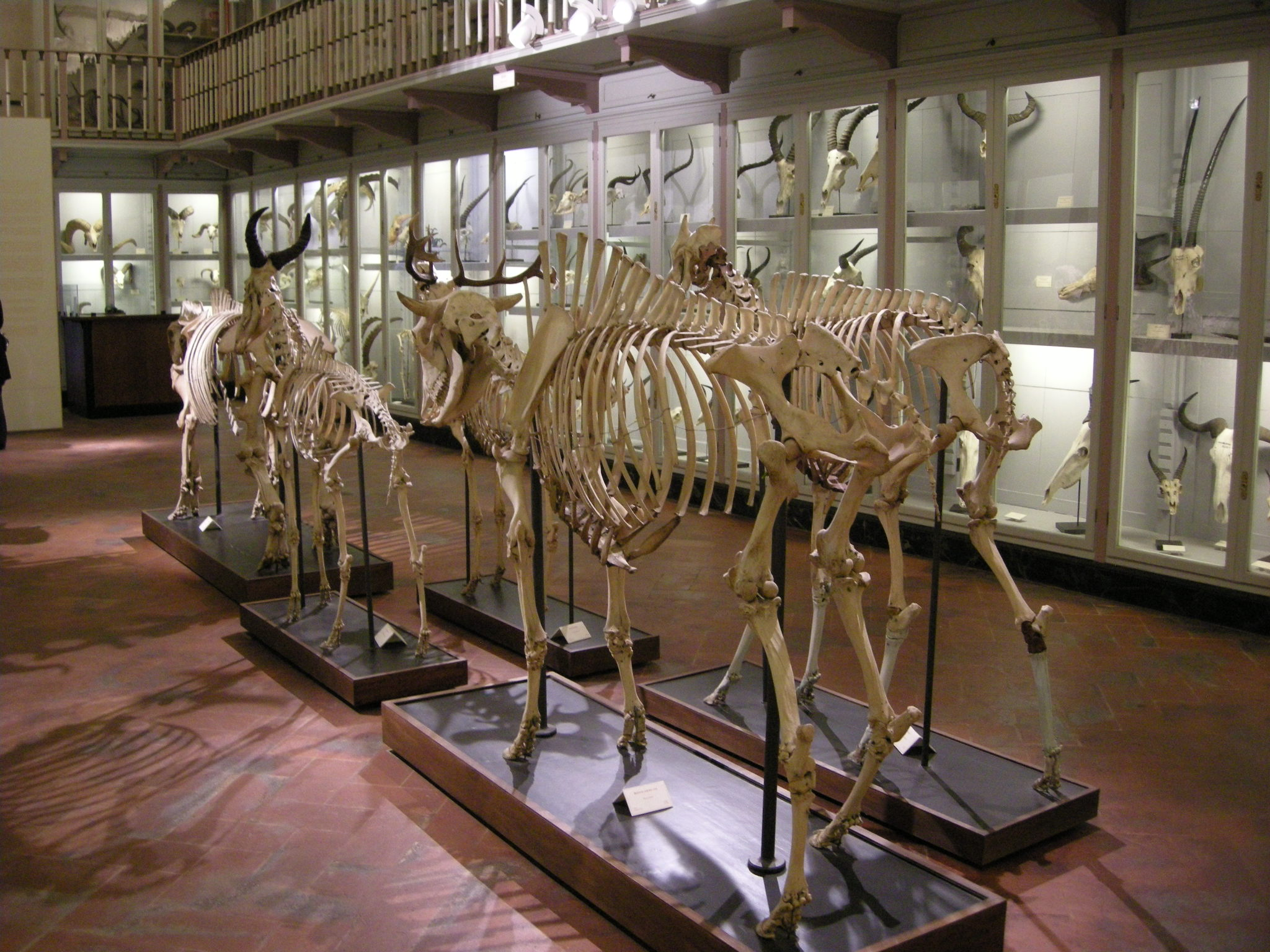
La Specola: Saal der Skelette

### Tribuna di Galileo

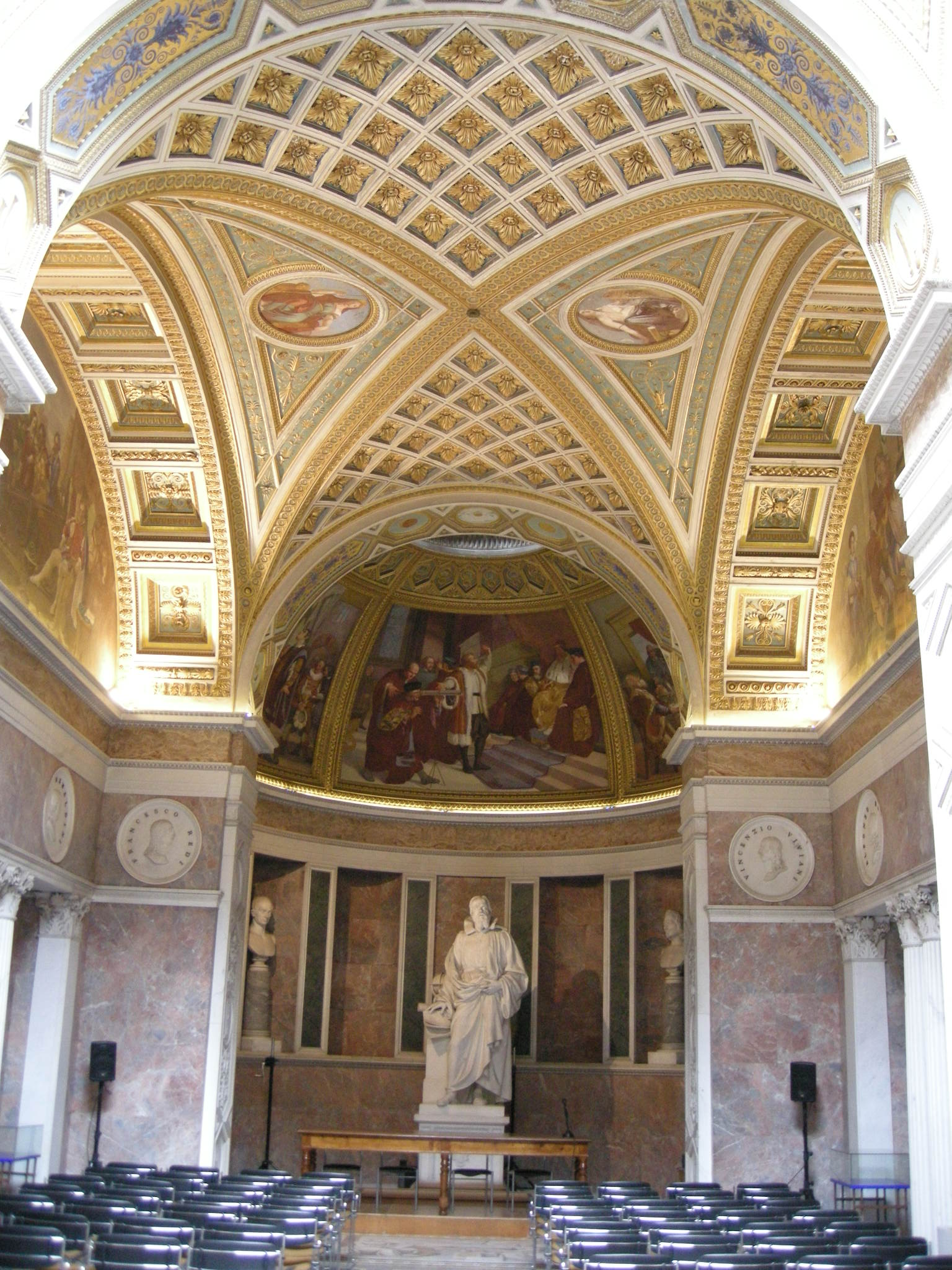
Tribuna di Galileo

Im ersten Stock befindet sich auch die Tribuna di Galileo, die 1841 eingeweiht wurde. Dort werden, neben einer Statue des italienischen Gelehrten Galileo Galilei, dessen Andenken sowie die Instrumente der Accademia del Cimento bewahrt.

### Sammlung anatomischer Wachsmodelle
In zehn Räumen werden anatomische Wachsmodelle gezeigt. Die Florentiner Sammlung anatomischer Modelle gilt als die bedeutendste ihrer Art. Sie umfasst rund 1.400 Exponate. Die ausgestellten Wachsplastiken wurden zwischen dem 17. und 19. Jahrhundert angefertigt. Die anatomischen Modelle entstanden auf Grundlage von Obduktionen. Dazu wurden die Körper von Verstorbenen und/oder deren Organe abgegossen und in Wachs nachgebildet (sogenannte Moulagen). An den Wänden der Säle befinden sich Aquarelle von menschlichen Organen, darunter jeweils in Schaukästen die Nachbildungen in Wachs. In der Mitte der Säle werden in zum Teil mit Samt ausgelegten Vitrinen liegende menschliche Körper aus Wachs in verschiedenen anatomischen Zuständen gezeigt. Eine Reihe kleinformatiger Szenen aus Wachs von Gaetano Zumbo (1656–1701), vormals in der Sammlung der Medici, zeigt Allegorien der Vergänglichkeit. Neben Arbeiten Zumbos sind auch Werke von Clemente Susini zu sehen.

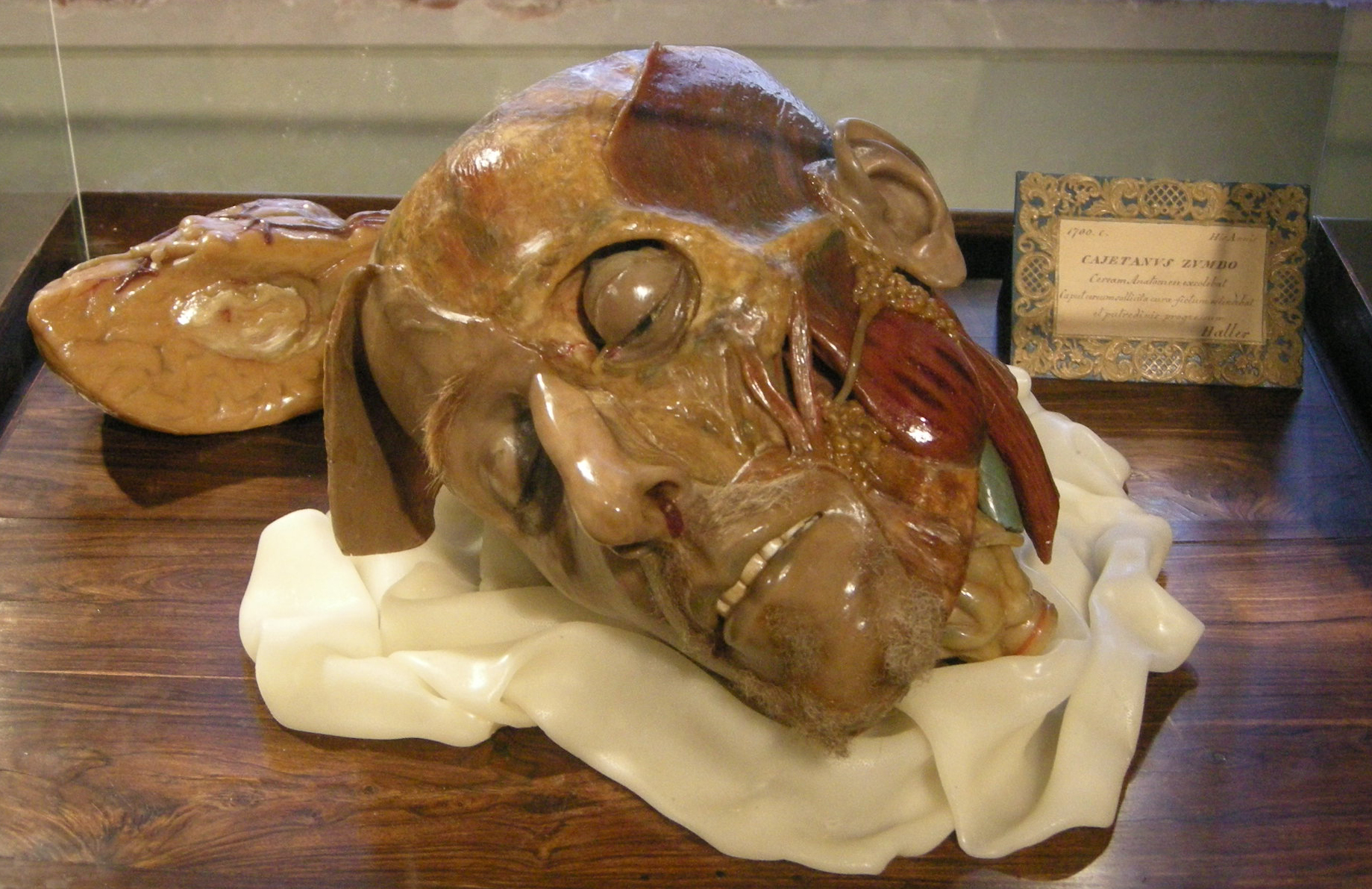
Schädel aus Wachs von Gaetano Zumbo (17. Jahrhundert)
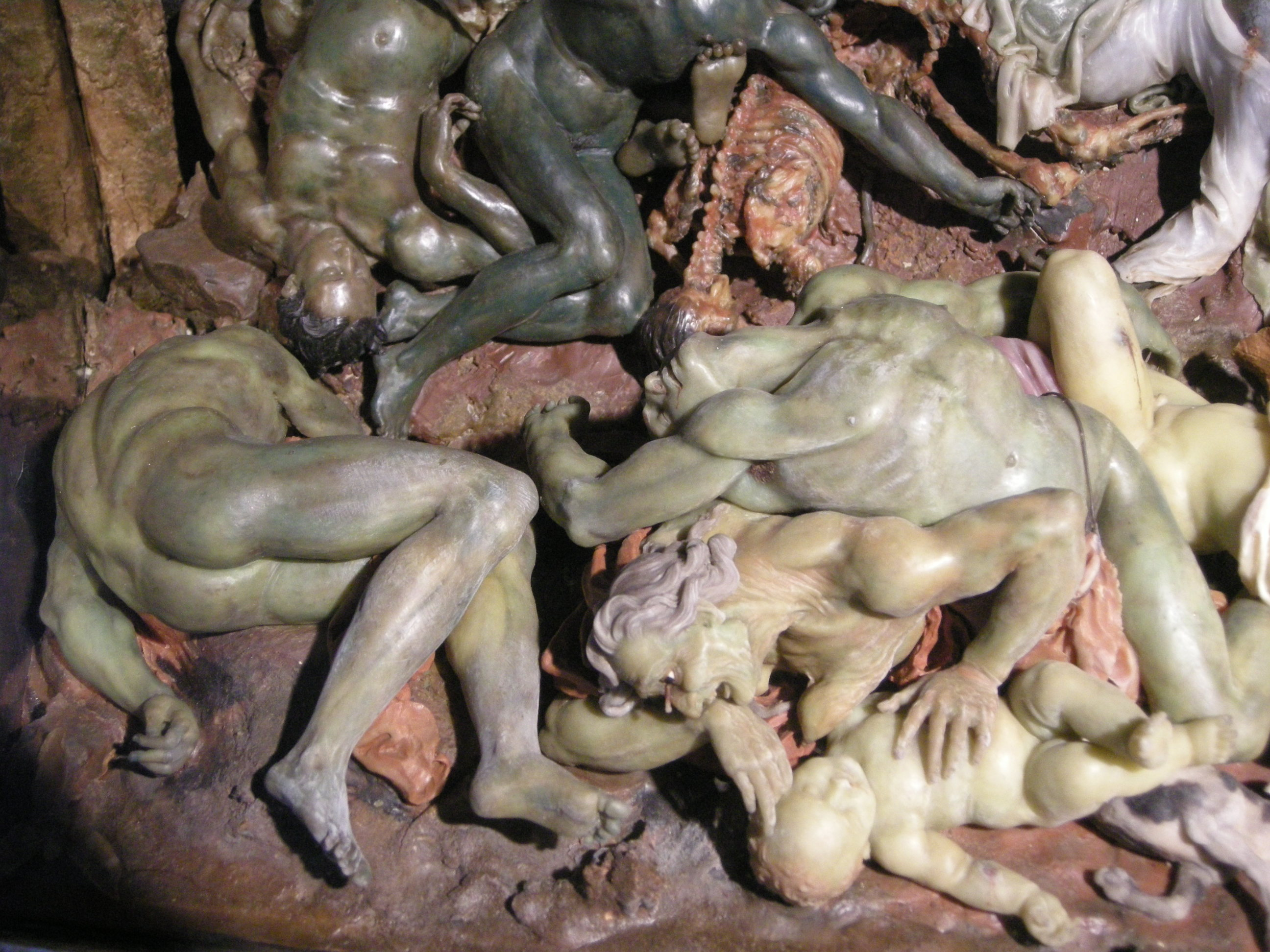
Miniatur „Die Pest“ von Gaetano Zumbo (Detail)
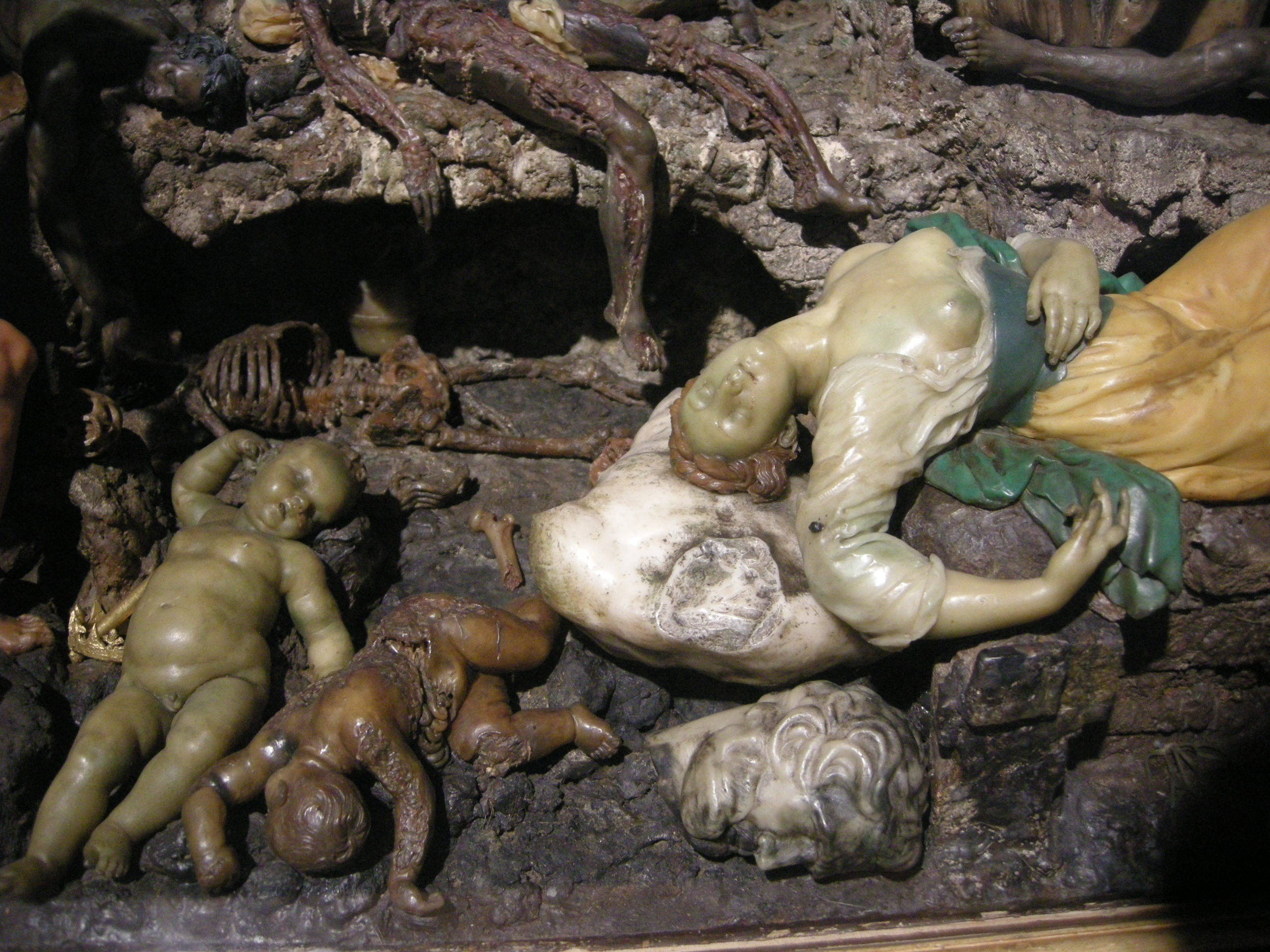
Miniatur „Triumph der Zeit“ von Gaetano Zumbo (Detail)
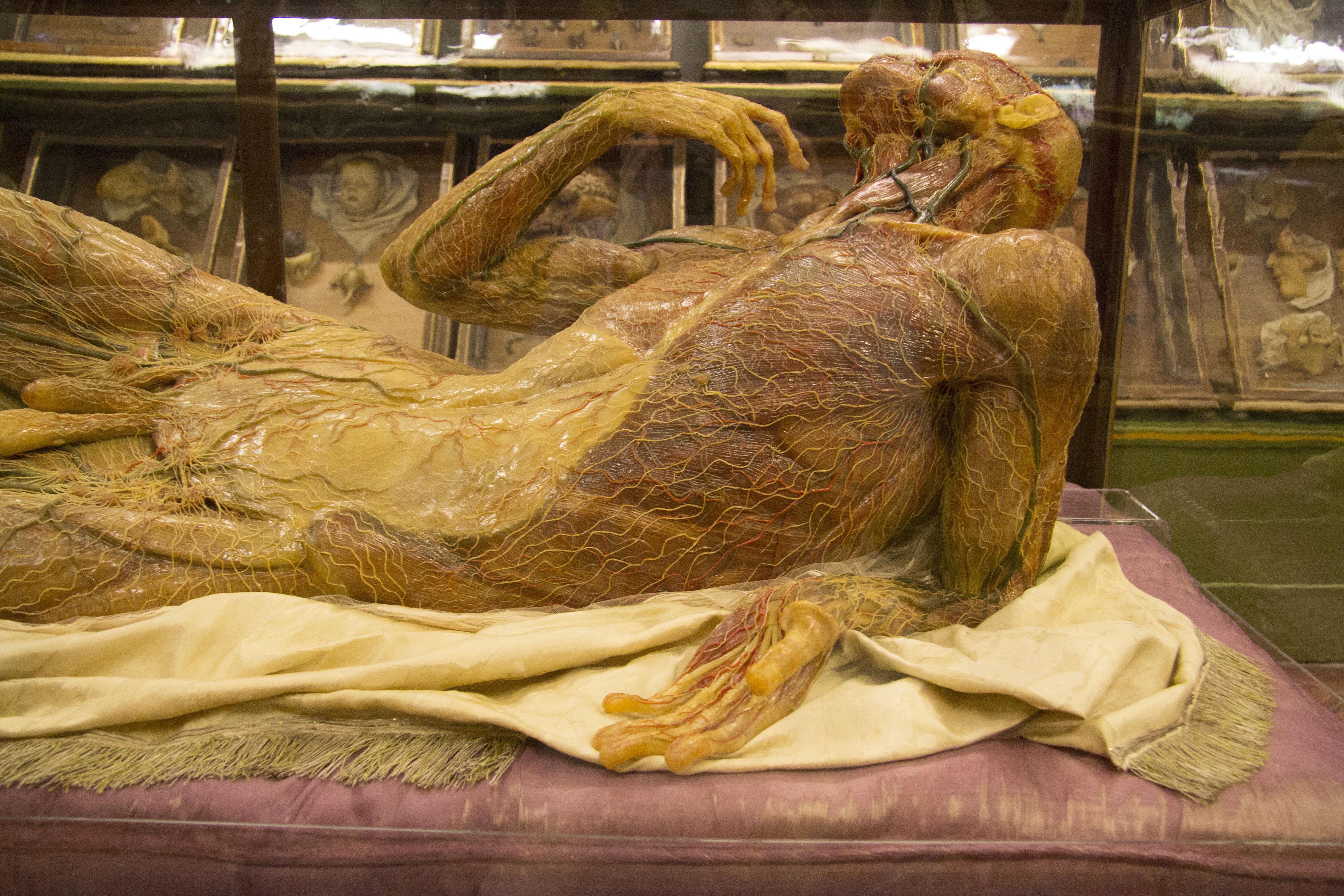
Ganzkörper-Skulptur mit Anspielungen auf das Werk Michelangelos
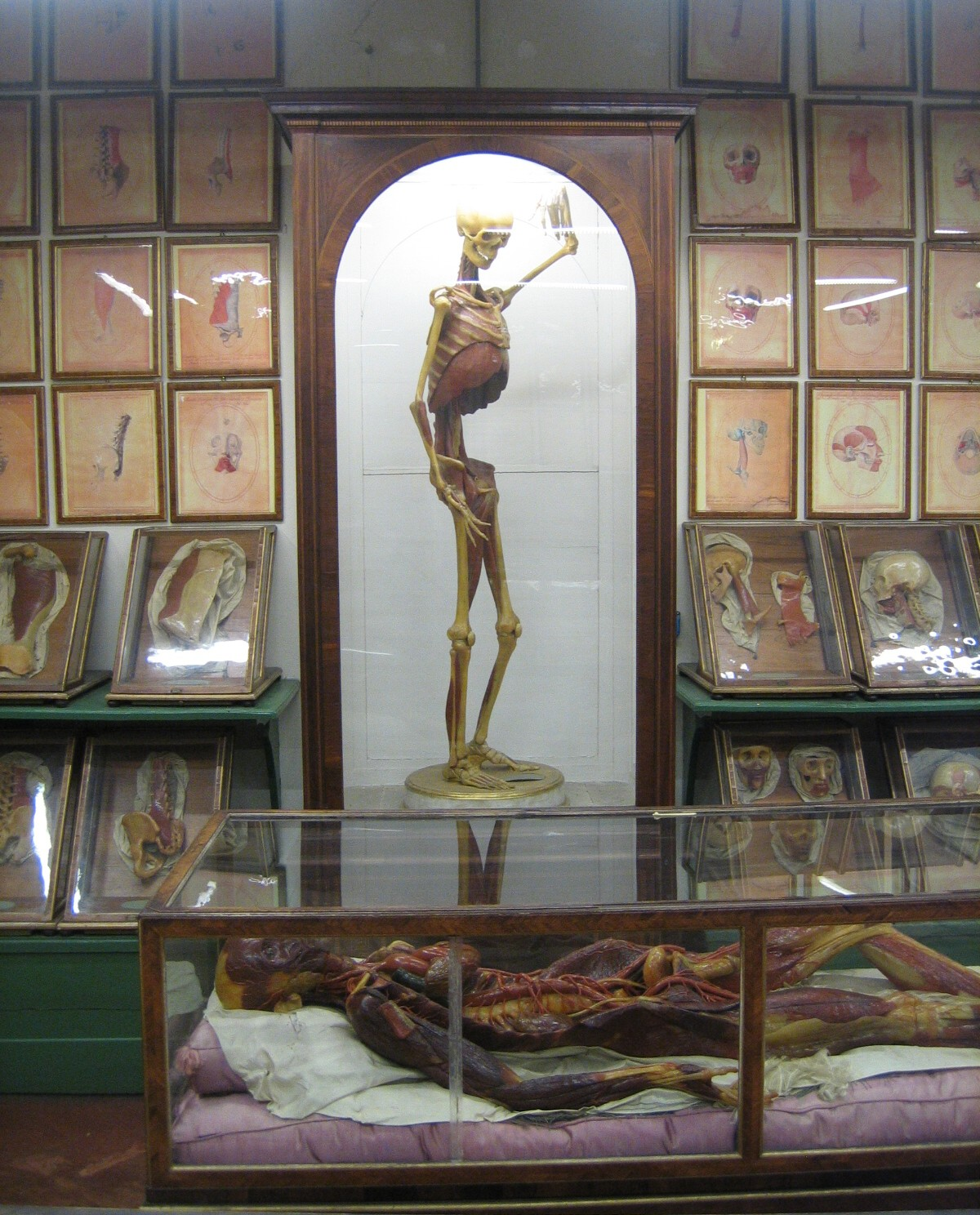
Blick in die anatomische Sammlung